# Erwin von Witzleben
Job Wilhelm Georg Erdmann Erwin von Witzleben, född 4 december 1881 i Breslau, Tyskland, död 8 augusti 1944 i Plötzenseefängelset i Berlin, var en tysk militär; general av infanteriet 1936, generalöverste 1939 och generalfältmarskalk den 19 juli 1940.

## Biografi
von Witzleben tjänstgjorde som generalstabsofficer under första världskriget.
Redan 1935 tog han kontakt med motståndare mot nazistregimen. I början av andra världskriget var han befälhavare i Polen och därefter i Frankrike. Överbefälhavare för område West 1941–1942.
Den 20 juli 1944 förövades ett attentat mot Adolf Hitler i Wolfsschanze. Det var meningen att von Witzleben skulle ha blivit ny överbefälhavare, om kuppen hade lyckats. von Witzleben dömdes till döden för delaktighet i 20 juli-attentatet mot Adolf Hitler och avrättades genom hängning den 8 augusti 1944 i fängelset i Plötzensee.

## Utmärkelser
- Järnkorset av andra klassen (första världskriget)
- Järnkorset av första klassen (första världskriget)
- Såradmärket i svart
- Hohenzollerska husordens riddarkors
- Johanniterorden
- Ärekorset
- Sudetenlandmedaljen (Medaille zur Erinnerung an den 1. Oktober 1938)
- Schutzwallmedaljen
- Järnkorset av andra klassen (andra världskriget)
- Järnkorset av första klassen (andra världskriget)
- Riddarkorset av Järnkorset: 24 juni 1940
- Bayerska militärförtjänstorden av fjärde klassen med svärd
- Hansakorset (Hamburg)
- Reussiska ärekorset av tredje klassen med svärd och krona
- Dienstauszeichnungskreuz
- Schlesiska örnens orden av andra klassen
- Wehrmachts tjänsteutmärkelse av första klassen med eklöv
- Tyska Olympiska Hederstecknet av andra klassen